# Magnapinna pacifica
Magnapinna pacifica es una especie de calamar de aleta grande conocida sólo por tres especímenes inmaduros; dos capturados a una profundidad de menos de 300 m (980 pies) y uno del estómago de un pez. M. pacifica es la especie tipo del género Magnapinna. Se caracteriza principalmente por sus tentáculos proximales, que son más anchos que los brazos adyacentes y tienen numerosas ventosas.
M. pacifica fue descrita en 1998 por Michael Vecchione y Richard E. Young basándose en tres especímenes. El holotipo es un espécimen juvenil de 51 milímetros (2 pulgadas) de longitud del manto (ML), tomado de la costa de California a una profundidad de 0 a 200 m (0 a 660 pies) en una red de plancton Bongo. El paratipo (USNM 885787), un espécimen juvenil de 49 milímetros (1,9 pulgadas) ML, se encontró en el estómago de un pez lanceta (Alepisaurus ferox). Inicialmente se había secado y luego se reconstituyó. El tercer individuo, una paralarva ML de 19,1 milímetros (0,75 pulgadas), fue sacado de Hawaii a una profundidad de 0 a 300 m (0 a 980 pies) en una red de plancton de 4 metros cuadrados (43 pies cuadrados).
Vecchione y Young asignaron a M. pacifica una observación realizada en 2001 de un calamar adulto de brazos largos frente a Hawaii por el ROV Tiburon.